# Hergatz (stacja kolejowa)
Hergatz (niem. Bahnhof Hergatz) – stacja kolejowa w Hergatz, w kraju związkowym Bawaria, w Niemczech. Jest stacją węzłową między Allgäubahn z Monachium do Lindau i linią Kißlegg – Hergatz. Stacja ma 3 tory pasażerskie, obsługiwane przez 2 perony; 1 krawędziowy i jeden wyspowy. Według DB Station&Service ma kategorię 5 i jest obsługiwana codziennie przez około 75 pociągów regionalnych Deutschen Bahn i Regentalbahn.

## Położenie
Stacja znajduje się centralnej części miejscowości Hergatz. Budynek dworca położony jest na południe od torów kolejowych i ma adres Bahnhofstrasse 4. Na południe od dworca kolejowego znajduje się Bahnhofstrasse. Na wschód od stacji, główna droga przechodzi pod torami kolejowymi. Na zachodzie jest kładka dla pieszych.

## Linie kolejowe
- Allgäubahn
- Kißlegg – Hergatz

## Połączenia
| Linia/ Rodzaj pociągu | Trasa | Takt                 |
| --------------------- | --- | -------------------- |
| ALX                   | München – Kaufering – Buchloe – Kaufbeuren – Kempten (Allgäu) – Immenstadt – Hergatz – Lindau                         | dwugodzinny          |
| RE                    | Allgäu-Franken-Express: Nürnberg – Augsburg – Buchloe – Kaufbeuren – Kempten (Allgäu) – Immenstadt – Hergatz – Lindau | dwugodzinny          |
| RE                    | Augsburg – Buchloe – Kaufbeuren – Kempten (Allgäu) – Immenstadt – Hergatz – Lindau                                    | dwugodzinny          |
| RE                    | Ulm – Memmingen – Kempten (Allgäu) – Immenstadt – Hergatz – Wangen (Allgäu)/Lindau                                    | poszczególne pociągi |
| RE                    | München – Buchloe – Memmingen – Kißlegg – Wangen (Allgäu) – Hergatz – Lindau                                          | jedna para           |
| RB                    | Aulendorf – Bad Waldsee – Kißlegg – Hergatz – Lindau                                                                  | dwugodzinny          |